# Harold Edmond Monteith
Pour les articles homonymes, voir Monteith.
Harold Edmond Monteith (2 octobre 1900-9 septembre 1963) fut un homme d'affaires et un homme politique fédéral du Québec.

## Biographie
Né à Verdun dans la région de Montréal, M. Monteith tenta de devenir député du Parti progressiste-conservateur du Canada dans la circonscription fédérale de Verdun en 1953 et en 1957, mais il fut défait respectivement par les libéraux Pierre-Émile Côté et Yves Leduc. Élu en 1958, il est défait en 1962 par le libéral Bryce Mackasey.